# Johann Palfy von Kanizsay
Johann Palfy von Kanizsay (* 1585; † 9. April 1641 in Pápa) war ein ungarischer evangelischer Theologe und calvinistischer Superintendent „jenseits der Donau“ zur Zeit der Gegenreformation.

## Leben
Geboren wurde Johann Palfy von Kanizsay 1585 als Sohn evangelischer Eltern. Erzogen wurde er in den evangelischen Schulen von Fertőszentmiklós, Csepreg und Kőszeg.
1608 wurde er Schulmeister in Sárvár. Von 1612 bis 1626 war er calvinischer Prediger, Senior und Distriktualnotar in Pápa. Von Eva Popel-Lobkowitz wurde er schließlich an den batthyányschen Hof nach Güssing berufen wo er am 8. Februar 1626 eintraf. Dort schaffte er die Messhostie ab und ersetzte sie durch gewöhnliches Brot. 1629 wurde auf der Generalsynode in Körmend zum Superintendenten jenseits der Donau der Calviner gewählt, aber auf Wunsch der Eva Popel-Lobkowitz in Güssing belassen. 
Als Senior in Güssing konnte er den Zerfall des Protestantismus zur Zeit der Gegenreformation eine Zeit lang aufhalten. Das änderte sich allerdings mit der Konversion des späteren Herrschaftsinhabers von Güssing Ádám Batthyány zum katholischen Glauben. Am 13. April 1630 nahm der Propst von Steinamanger Stefan Gyóri auf Befehl Batthyánys den Protestanten die Schlüssel der Güssinger Kirche ab. Am 13. September desselben Jahres hielt Kanizsay eine Rede gegen die Widersacher der Protestanten. Darüber war Batthyány so erzürnt, dass er Kanizsay in einem Schreiben mit den Worten „Den Prediger Johann will ich weiter nicht in Güssing dulden, weder sonstwo auf meinen Gütern. Weil wenn ich ihn da antreffe wird es ihm schlecht ergehen.“ Daraufhin verließ Kanizsay am 14. Dezember 1633 Güssing und kehrte nach Pápa zurück. 
Doch auch hier ließ ihn Vicekapitän Georg Hosszutoti wissen, dass er nicht willkommen sei, da man befürchtete, Kanizsay wolle einen Predigersitz einrichten. 1636 wurde Kanizsay Militärseelsorger in Kleinkomorn. Er starb am 9. April 1641 in Pápa.